# Only Connect
Only Connect est un jeu télévisé britannique présenté par Victoria Coren Mitchell. Après avoir été diffusé sur BBC Four du 15 septembre 2008 au 7 juillet 2014, le programme est passé sur BBC Two, depuis le 1er septembre 2014. Le jeu prend la forme d'un tournoi qui voit s'affronter des équipes. Celles-ci doivent résoudre des énigmes, qui consistent à trouver un lien entre différents indices. Ce quiz est notable pour sa très grande difficulté et son concept de "pensée latérale".

## Étymologie
L'expression « Only Connect » vient du chapitre 22 du roman d'Edward Morgan Forster Howards End, publié en 1910. Elle est prononcée par Margaret Schlegel : « Il suffit de mettre en communication (Only Connect) ! En cela tenait tout son sermon. Il suffit de mettre en communication la prose et la passion, et toutes deux s’élèveront ; on contemplera l’amour humain à sa hauteur. Ne plus vivre en fragments. Il suffit de mettre en communication de sorte que la bête et le moine, dépouillés de l’isolement qui leur donne vie à l’un et à l’autre, mourront. »

## Format
Le jeu Only Connect est délibérément difficile, et ses participants sont souvent décrits, y compris dans l'émission elle-même, comme des nerds ou des geeks. Les équipes prennent souvent des noms inspirés de leurs intérêts spécifiques ou de leurs passions, tels que les "Cruciverbistes" (Crossworders), vainqueurs de la saison 1, ou les "Scribes", vainqueurs de la saison 6.
Les questions peuvent recouvrir n'importe quel domaine, et nombre d'entre elles peuvent nécessiter des connaissances à la fois issues de la culture populaire et de domaines obscurs ou très spécialisés. Elles peuvent également être autoréférentielles, ou s'appuyer sur des astuces linguistiques ou numériques ne nécessitant pas de connaissance culturelle spécifique. Lorsque les indices apparaissent aux candidats, ceux-ci ne savent pas quel type de lien unit ces indices, aussi le jeu repose en partie sur la caractérisation du lien : thématique, linguistique, factuel, mathématique, etc.
Au cours de chaque émission, deux équipes de trois candidats se font face au cours de quatre manches. Avant le début de l'émission, un tirage au sort à pile ou face détermine l'ordre de passage : l'équipe gagnante peut décider de jouer en premier les 1re et 2e manches, ou laisser la main à l'équipe adverse et jouer en premier la 3e manche. Lors des trois premières saisons, les questions des 1re et 2e manches et les murs de la 3e manche étaient identifiés par des lettres de l'alphabet grec. Jugées trop prétentieuses par certains téléspectateurs, celles-ci ont été remplacées en début de saison 4 par des hiéroglyphes de l'Égypte antique : deux roseaux, un lion, une mèche de lampe tressée, une vipère, de l'eau, l'œil d'Horus.
Le format des saisons a évolué au cours des années, mais depuis la saison 14, il adopte celui d'un tournoi à double élimination entre 16 équipes se déroulant sur 28 émissions :
- un 1er tour de 8 rencontres entre les 16 équipes en compétition (pas d'élimination directe) ;
- un 2e tour de 4 rencontres entre les 8 équipes perdantes au 1er tour (les équipes à nouveau perdantes sont éliminées), puis 4 rencontres entre les 8 équipes gagnantes au 1er tour (pas d'élimination directe) ;
- un tour de repêchage de 4 rencontres entre les 8 équipes ayant chacune remporté un match et en ayant perdu un (les équipes à nouveau perdantes sont éliminées) ;
- 4 quarts-de-finale entre les 8 équipes restant en compétition (élimination directe) ;
- 2 demi-finales entre les 4 équipes restant en compétition ;
- une "petite finale" entre les deux équipes perdantes en demi-finale (match pour la 3e place), souvent présentée par Victoria Coren Mitchell comme la rencontre la plus importante de la saison ;
- une finale entre les deux équipes gagnantes en demi-finale, souvent présentée de manière ironique comme une rencontre sans grand enjeu.

En règle générale, le niveau de difficulté des questions, et l'exigence sur la précision des réponses, augmentent au fil de la compétition.

### 1re manche: Liens
Les équipes jouent à tour de rôle et répondent à trois questions. Pour chaque question, elles disposent de 40 secondes pour deviner le lien qui unit quatre indices. Le chronomètre commence au moment où le premier indice est dévoilé, et l'équipe peut demander à n'importe quel moment qu'on lui montre un indice supplémentaire. L'équipe doit appuyer sur son buzzer avant la fin du chronomètre et formuler une réponse. Si la réponse est exacte, elle remporte 5 points (un seul indice dévoilé), 3 points (2 indices), 2 points (3 indices) ou 1 point (4 indices). Si l'équipe se trompe, ne buzze pas à temps ou ne répond pas rapidement après avoir buzzé, la main passe à l'équipe adverse : celle-ci voit tous les indices restant à dévoiler et peut tenter de remporter un point bonus.
D'une manière générale, l'une des six questions repose sur des images, et une autre repose sur des bruits ou des extraits musicaux classiques ou contemporains. Les équipes ne découvrent la nature de la question qu'une fois qu'elle a été sélectionnée. Les questions sonores ou musicales sont souvent considérées comme les plus difficiles, et le désarroi de l'équipe qui tombe sur cette question est généralement source d'humour dans l'émission.
Exemple de question :
- 1er indice : Un marteau et une plume
- 2e indice : Six drapeaux américains
- 3e indice : Les cendres d'Eugene Shoemaker
- 4e indice : Deux balles de golf
- Lien : objets laissés sur la Lune

### 2emanche: Séquences
Les règles sont similaires à celles de la 1re manche (ordre de passage, nombre de questions, temps), mais ici, chaque ensemble de quatre indices forme une séquence. L'équipe ne peut voir que trois indices au maximum, et doit deviner quel est le quatrième indice qui devrait logiquement apparaître. Si la réponse est exacte, elle remporte 5 points (un seul indice dévoilé), 3 points (2 indices) ou 2 points (3 indices). Si l'équipe se trompe, ne buzze pas à temps ou ne répond pas rapidement après avoir buzzé, la main passe à l'équipe adverse : celle-ci voit tous les indices restant à dévoiler et peut tenter de remporter un point bonus. Dans certaines séquences, plusieurs réponses peuvent être admises, tandis que dans d'autres, une seule réponse est possible. L'équipe peut marquer même si elle n'a pas formellement compris le lien entre les indices, mais la présentatrice peut leur demander d'expliciter ce lien si la réponse ne semble pas complètement pertinente ou qu'elle n'a pas été anticipée par l'auteur de la question.
Comme lors de la 1re manche, d'une manière générale, l'une des six séquences repose sur des images : l'équipe doit dans ce cas décrire le contenu de la quatrième image. Depuis les quarts-de-finale de la saison 10, il peut arriver que l'une des séquences repose sur des extraits musicaux : l'équipe doit dans ce cas donner le titre ou le nom de l'artiste du quatrième extrait musical.
Exemple de séquence (plusieurs réponses possibles) :
- 1er indice : Huile de foie de morue
- 2e indice : Céréales complètes
- 3e indice : Orange
- 4e indice (à trouver) : n'importe quel aliment contenant de la vitamine D
- Lien (implicite) : aliments riches en vitamines A, B, C et D

Autre exemple de séquence (une seule réponse attendue) :
- 1er indice : Colère
- 2e indice : Marchandage
- 3e indice : Dépression
- 4e indice (à trouver) : Acceptation
- Lien (implicite) : étapes 2 à 5 du modèle de Kübler-Ross

### 3emanche: Murs de liens
Chaque équipe fait face à un mur de 16 indices et dispose de 2 minutes 30 secondes pour les regrouper en quatre groupes d'indices. Les murs sont conçus pour contenir des pièges et pour suggérer plus de liens qu'il n'en existe réellement, car certains indices peuvent correspondre à plusieurs catégories, mais il n'y a qu'une seule solution parfaite pour chaque mur. L'équipe compose un groupe en sélectionnant quatre indices sur un écran tactile devant eux : si le groupe est correct, il est validé et mis de côté, sinon il est refusé et les indices peuvent être à nouveau sélectionnés. L'équipe dispose d'un nombre illimité d'essais tant qu'elle n'a pas identifié deux groupes d'indices complets. Lorsque deux groupes ont été identifiés, l'équipe ne dispose plus que de trois tentatives pour identifier les deux groupes restants. Si les trois tentatives sont incorrectes, le mur se fige, même s'il reste du temps au chronomètre.
Une fois que tous les groupes sont identifiés, que le temps est écoulé ou que les trois dernières tentatives ont échoué, l'équipe marque 1 point par groupe correctement reconstitué. La solution est dévoilée, et l'équipe doit alors identifier dans chaque groupe le lien qui unit les quatre indices, y compris dans les groupes qui n'ont pas été reconstitués par leurs soins. Elle marque 1 point par bonne réponse. En cas de manche parfaite (tous les groupes reconstitués en moins de 2 min 30 et tous les liens correctement identifiés), elle reçoit un bonus de 2 points, soit un maximum de 10 points sur cette manche.
Contrairement aux deux précédentes manches, celle des Murs de liens se joue dans une salle différente séparée du studio principal, et les équipes jouent chacune leur tour. L'équipe adverse ne peut pas marquer de point bonus en résolvant le mur de l'autre équipe, ni même voir l'autre équipe jouer, car souvent le deuxième mur a un lien avec le premier. Si les téléspectateurs peuvent identifier ce lien, les joueurs en ignorent la nature et même l'existence.

### 4emanche: Voyelles manquantes
Les équipes font face à des séries d'indices, quatre au maximum par série, et le lien entre ces indices est donné avant que ceux-ci ne soient révélés. Chaque indice à identifier est un mot ou une phrase dont on a retiré les voyelles et réorganisé l'espacement pour masquer les mots d'origine. Le quatrième indice est généralement surprenant ou teinté d'humour.
Exemple de série : "Choses qu'on fait avant de courir un marathon"
- S'C HFF R : s'échauffer
- BR DL' : boire de l'eau
- FRL PL NDG LC DS : faire le plein de glucides
- DC DRD NPS CRRN MRT HN : décider de ne pas courir un marathon

Les équipes jouent en même temps et doivent buzzer pour répondre. Elles marquent 1 point par bonne réponse. Si l'équipe se trompe, même d'une seule lettre, ou ne répond pas rapidement après avoir buzzé, elle perd 1 point et la main passe à l'équipe adverse, qui peut tenter de remporter un point bonus (sans pénalité en cas d'erreur ou d'absence de réponse). Si aucune équipe ne souhaite répondre après quelques secondes, la présentatrice donne la réponse et passe à l'indice suivant.
La manche dure entre 1 minute 30 secondes et 3 minutes. L'équipe ayant le plus de points à l'issue de cette manche remporte la partie. En cas d'égalité, une énigme est jouée en mort subite. Seuls les capitaines des équipes jouent. Si un capitaine buzze en premier et donne la bonne réponse, il fait gagner son équipe ; s'il se trompe, c'est l'autre équipe qui gagne. Si aucune catégorie n'est donnée officiellement, il s'agit d'énigmes faisant référence à leur propre statut de question décisive, par exemple "Salut, et encore merci pour le poisson" ou "Au vainqueur, le butin".

## Vainqueurs et finalistes
| Saison | Vainqueurs                                                     | Finalistes                                                                |
| ------ | -------------------------------------------------------------- | ------------------------------------------------------------------------- |
| 1      | Crossworders Mark Grant, David Stainer, Ian Bayley             | Lapsed Psychologists Richard McDougall, Jack Waley-Cohen, Matthew Stevens |
| 2      | Rugby Boys Richard Parnell, Gary Dermody, Mark Labbett         | Cambridge Quiz Society Paul Beecher, Simon Spiro, Joshua Karton           |
| 3      | Gamblers Jenny Ryan, Dave Bill, Alan Gibbs                     | Strategists Chris Cummins, Michael Dnes, Sarah Higgins                    |
| 4      | Epicureans David Brewis, Katie Bramall-Stainer, Aaron Bell     | Radio Addicts Dave Clark, Gary Grant, Neil Phillips                       |
| 5      | Analysts Paul Steeples, David Lea, William De Ath              | Antiquarians Simon Belcher, Will Howells, Debbie Challis                  |
| 6      | Scribes Holly Pattenden, Dom Tait, Gareth Price                | Draughtsmen Andy Tucker, Iwan Thomas, Steve Dodding                       |
| 7      | Francophiles Ian Clark, Mark Walton, Sam Goodyear              | Celts Beverly Downes, Huw Pritchard, David Pritchard                      |
| 8      | Board Gamers Hywel Carver, Jamie Karran, Michael Wallace       | Bakers Tim Spain, Peter Steggle, Matt Rowbotham                           |
| 9      | Europhiles Douglas Thomson, Mark Seager, Khuram Rashid         | Relatives Hamish Galloway, Davina Galloway, Nick Latham                   |
| 10     | Orienteers Paul Beecher, Sean Blanchflower, Simon Spiro        | Chessmen Henry Pertinez, Stephen Pearson, Nick Mills                      |
| 11     | String Section Tessa North, Richard Aubrey, Pete Sorel Cameron | Wayfarers Barbara Thompson, Gerard Mackay, Matt Beatson                   |
| 12     | Verbivores Phyl Styles, Graeme Cole, Tom Cappleman             | Cosmopolitans Annette Fenner, Amy Godel, Emily Watnick                    |
| 13     | Escapologists Frank Paul, Lydia Mizon, Tom Rowell              | Belgophiles Helen Fasham, Ben Fasham, Phil Small                          |
| 14     | Dicers George Corfield, Hugh Binnie, Joey Goldman              | Time Ladies Charlotte Jackson, Rebecca Shaw, Emma Harris                  |
| 15     | 007s Frankie Fanko, Andrew Fanko, Andrew Beasley               | Suits Kyle Lam, Toby Nonnenmacher, Isi Bogod                              |
| 16     | Puzzle Hunters Paul Taylor, Katie Steckles, Ali Lloyd          | Dungeon Masters Charlie Deeks, Anna Hayfield, Sam Hayfield                |
| 17     | Data Wizards Claire Turner, Tim Brown, Jonathan Cairns         | Golfers Evan Lynch, Frances Clark-Murray, George Charlson                 |
| 18     | Strigiformes Jonathan Taylor, Jonathan Williams, Joshua Mutio  | Crustaceans Dennis, Alex Hardwick, Elia Cugini                            |
| 19     | Thrifters Will Chadwick, Sam Haywood, Jack Karimi              | Also Rans Harry Heath, Dan Afshar, Claire Barrow                          |
| 20     | Four Opinions Jacob Epstein, Rafi Dover, Aron Carr             | Tea Totallers Eleanor Ayres, Matt Taylor, Rob Sassoon                     |